# The Ex
The Ex ist eine Anarcho-Punk-Band aus Amsterdam, die 1979 während der Punk-Explosion gegründet wurde und seitdem mehr als 20 Alben veröffentlicht hat. Ihr 1988 gegründetes eigenes Label heißt Ex Records.
Bandmitglieder in der aktuellen Zusammensetzung sind: Terrie Ex Hessels (Gitarre), Arnold de Boer (Gesang), Katherina (Katrin) Karin Ex Bornefeld (Schlagzeug), Andy Ex Moor (Gitarre). Terrie Hessels ist das letzte verbliebene Mitglied der ursprünglichen Besetzung von 1979.
G W Sok, Sänger und Textschreiber aus dieser ursprünglichen Formation verließ The Ex 2009.

## Stil
In der Musik von The Ex zählt der anarchische Wille des Ausdrucks, nicht Harmonien oder Takte. Der Text ist meistens wichtiger als andere Teile. Entsprechend haben die meisten Stücke einen explizit politischen Hintergrund, wie die Benefiz-Single Weapons For El Salvador von 1981, die den bewaffneten Widerstand in El Salvador unterstützen sollte oder die Solidaritäts-Tour für den britischen Bergarbeiterstreik 1983. Besondere Beachtung fand die Doppel-Single 1936 – the spanish revolution (1986) die neben vier Stücken aus und über den spanischen Bürgerkrieg ein umfangreiches zweisprachiges Booklet (in der Mini-CD-Fassung Hardcover-Buch) enthielt, das über den anarchistischen Widerstand der Confederación Nacional del Trabajo berichtet.

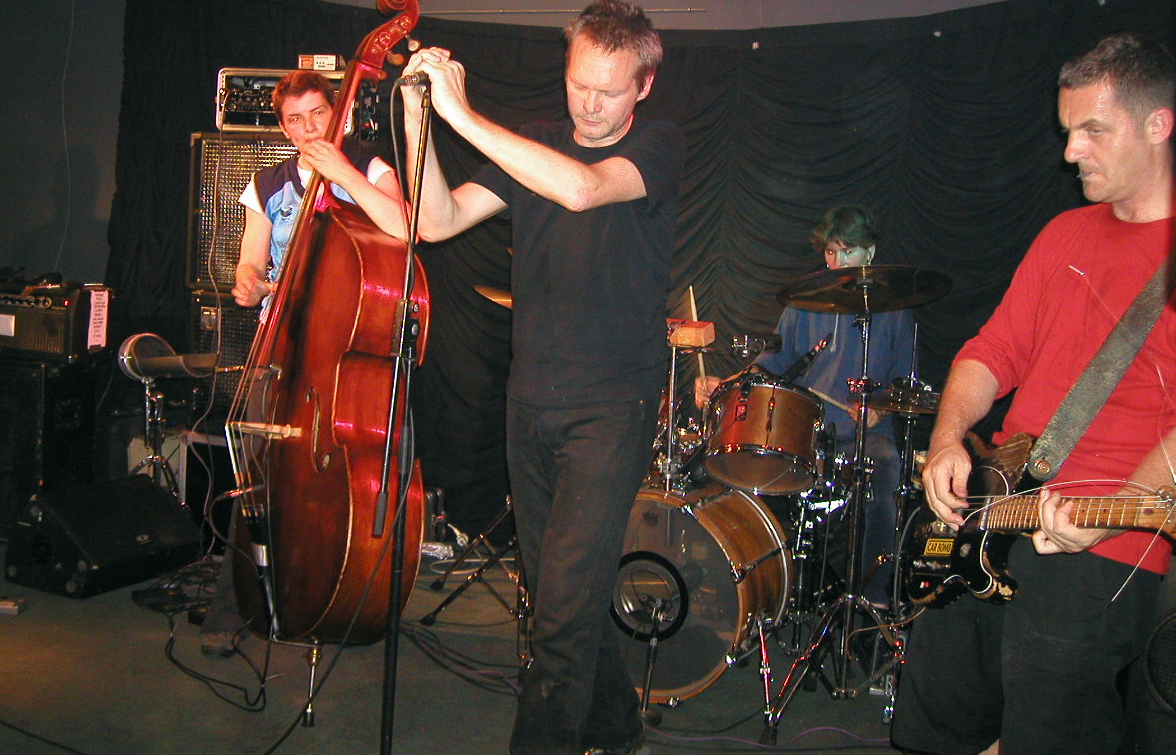
The Ex im Juni 2004 im club W71

Die Band ist offen für viele musikalische Einflüsse: So spielten sie 1984 mit der kurdischen Gruppe Awara, 1991 mit dem Saz-Spieler Brader und traten seit den 1990er Jahren verschiedentlich mit Sonic Youth, mit Tom Cora und mit Jazzmusikern aus dem Umfeld von Han Bennink und Misha Mengelberg (ICP-Orchestra) auf, zum Beispiel 2000 als 20-köpfige Big Band auf dem Holland Festival. Weiterhin sind sie auf Alben von Gétatchèw Mèkurya zu hören.
Keines der Bandmitglieder nahm Musikunterricht.

## Diskografie
- 1980: Disturbing Domestic Peace
- 1982: History Is What's Happening
- 1983: Tumult
- 1984: Blueprints for a Blackout
- 1985: Support the Miners' Strike
- 1985: Pay No More than 6 Fr.
- 1985: Pokkeherrie
- 1987: Too Many Cowboys
- 1987: Antidote Live in Wroclaw
- 1988: Aural Guerilla
- 1989: Joggers and Smoggers
- 1990: Treat
- 1991: Scrabbling at the Lock
- 1993: And the Weathermen Shrug Their Shoulders
- 1995: Instant
- 1995: Mudbird Shivers
- 1998: Starters Alternators
- 2001: Dizzy Spells
- 2001: Een Rondje Holland (mit Roy Paci)
- 2004: Turn
- 2006: Moa Anbessa
- 2010: Catch My Shoe (mit Roy Paci)
- 2012: The Ex & Brass Unbound: Enormous Door (mit Ken Vandermark, Mats Gustafsson, Wolter Wierbos, Roy Paci)
- 2018: 27 Passports